# Shaznay Lewis
Shaznay Tricia Lewis (Londres, 14 de Outubro de 1975), é uma cantora, compositora e atriz inglesa, mais conhecida por ser integrante do grupo feminino All Saints. Lewis co-escreveu a maioria das músicas do grupo, incluindo os singles de número um: "Bootie Call", "Pure Shores" e o single de sucesso internacional "Never Ever".
Em 2001, Shaznay ganhou o prémio Ivor Novello para melhor compositora. Após a separação das All Saints em 2001, Shaznay dedicou-se a projectos a solo e lançou o álbum Open em 2004. Apesar do sucesso moderado deste, o primeiro single Never Felt Like This Before chegou ao número 8, nos tops ingleses.
Shaznay estreou-se como actriz com papéis secundários em filmes como Bend it like Beckham (2001) e Hideous Man (2002). Também participou na re-edição do famoso Do They Know It's Christmas, da Band Aid 20.

## Carreira

### 1993-01: All Saints
Em uma festa, Lewis foi apresentada a Ben Volpeliere-Pierrot de "Curiosity Killed the Cat", por seus amigos que a levaram para os estúdios de gravação Metamorphisis em All Saints Road, Londres, e começou a fazer backing vocals. Foi nos estúdios de gravação Metamorphosis onde ela conheceu Melanie Blatt em 1993 e elas passaram a gravar juntas. Juntamente com Simone Rainford, formaram o grupo All Saints 1.9.7.5., Que mais tarde foi renomeado All Saints. Logo após Rainford deixou o grupo e as irmãs Nicole e Natalie Appleton, juntaram-se a elas.
Em 1997, All Saints teve sucesso internacional com o single "Never Ever", premiado com o BRIT Award, que é co-escrito por Lewis e liderou as paradas no Reino Unido e na Austrália. O single vendeu mais de 1,2 milhão de cópias no Reino Unido, sendo certificado platina duplo pela British Phonographic Industry. No mesmo ano, o grupo lançou seu álbum de estreia  All Saints, a maioria das músicas foi co-escrita por Shaznay e o álbum alcançou o número dois no Reino Unido. Foi eventualmente platinado cinco vezes para vendas de 1,5 milhões de cópias vendidas. Em 2000, o grupo lançou o seu quarto single número um "Pure Shores", escrito por Lewis e William Orbit o single, foi certificado platina pelo BPI, pelas vendas de 600.000 cópias vendidas. O grupo lançou seu quinto single número um "Black Coffee", foi prata certificado pelas vendas de 200.000 cópias vendidas.
No início de 2001, All Saints se separaram, e Lewis explicou mais tarde que o motivo para o desmembramento era um desacordo sobre quem usaria uma simples jaqueta certa para uma sessão de fotos: "Eu nunca em um milhão de anos coloquei dinheiro no grupo acabando que acabou em um incidente de jaqueta, mas quando o incidente aconteceu, ela disparou tão forte, que tinha que acabar ... E como eu estava na época, o estado em que tínhamos entrado naquela época, não havia maneira de conseguir aquela jaqueta estúpida. No mesmo ano ela ganhou o Ivor Novello Awards para melhor composição.

### 2002-04:Open
Em 2004, foi relatado que Lewis lançaria seu single de estréia solo "Never Felt Like This Before" no dia 5 de julho, que precederia seu álbum solo de estreia sem título no qual ela havia trabalhado com vários escritores e produtores, incluindo: Basement Jaxx, Biz Markie, K-Gee, Bacon e Quarmby e Trevor Jackson. O single alcançou 8 no Reino Unido. Em 19 de julho, ela lançou seu álbum de estreia Open, e alcançou #22 no Reino Unido. Mais tarde naquele ano ela lançou o novo single "You", que atingiu o pico no 56 no Reino Unido.
Lewis também apareceu em vários filmes. Em Bend It Like Beckham (2002) ela interpretou Mel. Ela também desempenhou um papel em Hideous Man (2002). Em 14 de novembro de 2004 Shaznay foi envolvido no Band Aid 20, re-gravação de "Do They Know It's Christmas?".

### 2006-07: Reunião das All Saints
Em 24 de janeiro de 2006, foi anunciado que All Saints tinha reformado com um novo contrato de gravação e iria lançar um novo álbum, Studio 1 em 13 de novembro de 2006. Ela se apresentou com All Saints na televisão ao vivo pela primeira vez desde a reforma do programa de entretenimento britânico Ant & Dec's Saturday Night Takeaway, em 21 de outubro de 2006. Todos os Santos começaram bem, Rock Steady, alcançando a posição de número 3 no UK Singles Chart. Eles seguiram isso com o lançamento de seu álbum Studio 1. Ele atingiu o pico de 40 na UK Albums Chart. Parlophone Records, em seguida, lançou o segundo single do álbum "Chick Fit", mas isso não conseguiu chegar ao gráfico. All Saints então se separaram da gravadora.

### 2008-13: Carreira de compositora
Em janeiro de 2008, Lewis apareceu na faixa de Wideboys, "Daddy O". O single foi lançado em 5 de maio de 2008. Lewis está atualmente escrevendo músicas para outros projetos. Ela é creditada como compositora na faixa de Westlife's "Reach Out", que foi destaque em seu álbum de 2009 Where We Are, a faixa de CocknBullKid "Distractions" de seu álbum de 2011 Adulthood e o single de Stooshe "Black Heart", lançado como single em 2012. Em agosto de 2012, foi relatado Lewis estava no estúdio com a formação original do Sugababes Mutya Keisha Siobhan, escrevendo material novo para seu álbum de estreia.

### 2014-presente: Segunda reunião das All Saints
Em 2014, All Saints reformou-se para apoiar os Backstreet Boys em cinco datas em todo o Reino Unido e Irlanda em 2014. Em 27 de janeiro de 2016, foi confirmado que All Saints, lançará seu quarto álbum de estúdio Red Flag, em 8 de abril de 2016. O primeiro single do álbum, "One Strike", precedeu o álbum em 26 de fevereiro de 2016.

## Discografia
- Open (2004)

## Filmografia
| Ano  | Título               | Papel  | Notas |
| ---- | -------------------- | ------ | ----- |
| 2001 | Bend It Like Beckham | Mel    |       |
| 2002 | Hideous Man          | Regina |       |